# Totenkopfreiter
Totenkopfreiter ist ein 1917 entstandener Stummfilm der Berliner Mercedes Film GmbH. Die Erstaufführung des Kinofilms fand am 25. August 1918 in der Danziger Sporthalle statt.

## Beschreibung
Der verschollene Film spielte in der napoleonischen Zeit von 1806 bis 1814 und handelte von den sogenannten „Totenkopfhusaren“ des 1. und 2. Leibhusarenregiments in Danzig (Langfuhr). Alternative Filmtitel waren Die Geschichte der Leibhusaren und Die Leibhusaren und ihre Geschichte.
Der unter der Schirmherrschaft von August von Mackensen gedrehte Film blieb bereits nach seiner Aufführung im Jahr 1918 ohne große Resonanz und erntete auch nach erneuter Aufführung 1920 in München keine besonders wohlwollenden Kritiken. So war im Film-Kurier No. 57 vom 7. März 1920 zu lesen:

„Ein so niedriges Machwerk ist denn doch bisher in München weder erzeugt noch gezeigt worden. Nicht der leiseste Hauch eines noch so winzigen künstlerischen Strebens war zu spüren. Die plumpe Tendenz des Films, den etwas ramponierten Militarismus dadurch wieder aufzufrischen, kann mit diesen unzulänglichen Versuchen nur als täppisches Manöver angesprochen werden. Als ich die Liste der temperamentlosen Darsteller las, glaubte ich, die Wählerliste des weiland königlich-preussischen Herrenhauses vor mir zu haben: Exzellenzen, Generalmajore, Oberregierungsräte und sonstige Bonzen.“

## Altersfreigaben
Der Film war von der Berliner Polizei als „jugendfrei“ eingestuft. Die Reichsfilmzensur in München erließ am 27. April 1922 ein „Jugendverbot“, hob dieses aber am 14. August 1924 wieder auf.